# Sceptre-Klasse
Die Sceptre-Klasse war eine Klasse von zwei 84-Kanonen-Linienschiffen 1. Ranges der französischen Marine, die von 1692 bis 1717 im Dienst stand.

## Geschichte
Die Klasse wurde von dem Schiffbauingenieur François Coulomb dem Älteren entworfen und im Marinearsenal von Toulon zwischen 1691 und 1692 gebaut.

## Einheiten
| Name    | Bauwerft          | Kiellegung   | Stapellauf        | Indienststellung | Verbleib                                                                              |
| ------- | ----------------- | ------------ | ----------------- | ---------------- | ------------------------------------------------------------------------------------- |
| Sceptre | Arsenal de Toulon | 3. Mai 1691  | 10. November 1691 | Mai 1692         | Am 18. Dezember 1717 außer Dienst und ab Januar 1718 abgebrochen                      |
| Lys     | Arsenal de Toulon | 11. Mai 1691 | 17. Dezember 1691 | Februar 1692     | Am 21. März 1705 zur Verhinderung einer Kaperung verbrannt (Seeschlacht bei Marbella) |

## Technische Beschreibung
Die Klasse war als Batterieschiff mit drei durchgehenden Geschützdecks konzipiert und hatte eine Länge von 49,70 Metern (Geschützdeck) bzw. 42,72 Metern (Kiel), eine Breite von 14,29 Metern und einen Tiefgang von 7,47 Metern bei einer Vermessung von 1800 tons (bm). Sie waren Rahsegler mit drei Masten (Fockmast, Großmast und Kreuzmast). Auf der Spitze des Bugspriets war zudem noch eine Mars und ein weiterer kleiner Mast, der Sprietmast angebracht, an dem ebenfalls noch ein kleines Rahsegel gesetzt werden konnte. Der Rumpf schloss im Heckbereich mit einem Heckspiegel, in den Galerien integriert waren, die in die seitlich angebrachten Seitengalerien mündeten. Die Beplankung war kraweel ausgeführt, das heißt, die Enden der Planken stießen stumpf aufeinander, so dass eine glatte Außenfläche entstand.
Die Bewaffnung der Klasse bestand bei Indienststellung aus 84 Kanonen.
|        | Unteres Batteriedeck | Mittleres Batteriedeck | Oberes Batteriedeck | Achterdeck    | Kanonen (Geschossgewicht) |
| ------ | -------------------- | ---------------------- | ------------------- | ------------- | ------------------------- |
| Design | 26 × 36-Pfünder      | 28 × 18-Pfünder        | 24 × 8-Pfünder      | 6 × 4-Pfünder | 84 Kanonen (405,31 kg)    |
| 1699   | 26 × 36-Pfünder      | 28 × 18-Pfünder        | 26 × 8-Pfünder      | 6 × 6-Pfünder | 86 Kanonen (414,61 kg)    |
| 1704   | 26 × 36-Pfünder      | 28 × 18-Pfünder        | 26 × 8-Pfünder      | 8 × 6-Pfünder | 88 Kanonen (415,1 kg)     |

## Besatzung
Die Besatzung hatte im Frieden eine Stärke von 512 und im Krieg von 662 Mann (bis zu 12 Offizieren und 500 bzw. 650 Unteroffizieren bzw. Mannschaften).

## Bemerkungen
1. ↑  Bei der Berechnung des Gewichtes einer Breitseite kann es zu unterschieden kommen. Da in der damaligen Zeit ein Pfund, je nach Land, unterschiedliche Gewichtswerte hatte. Das französische Livre hatte z. B. ein Gewicht von 489,506 Gramm während das englische Pound ein Gewicht von 453,592 Gramm hatte.